# Fucile d'assalto

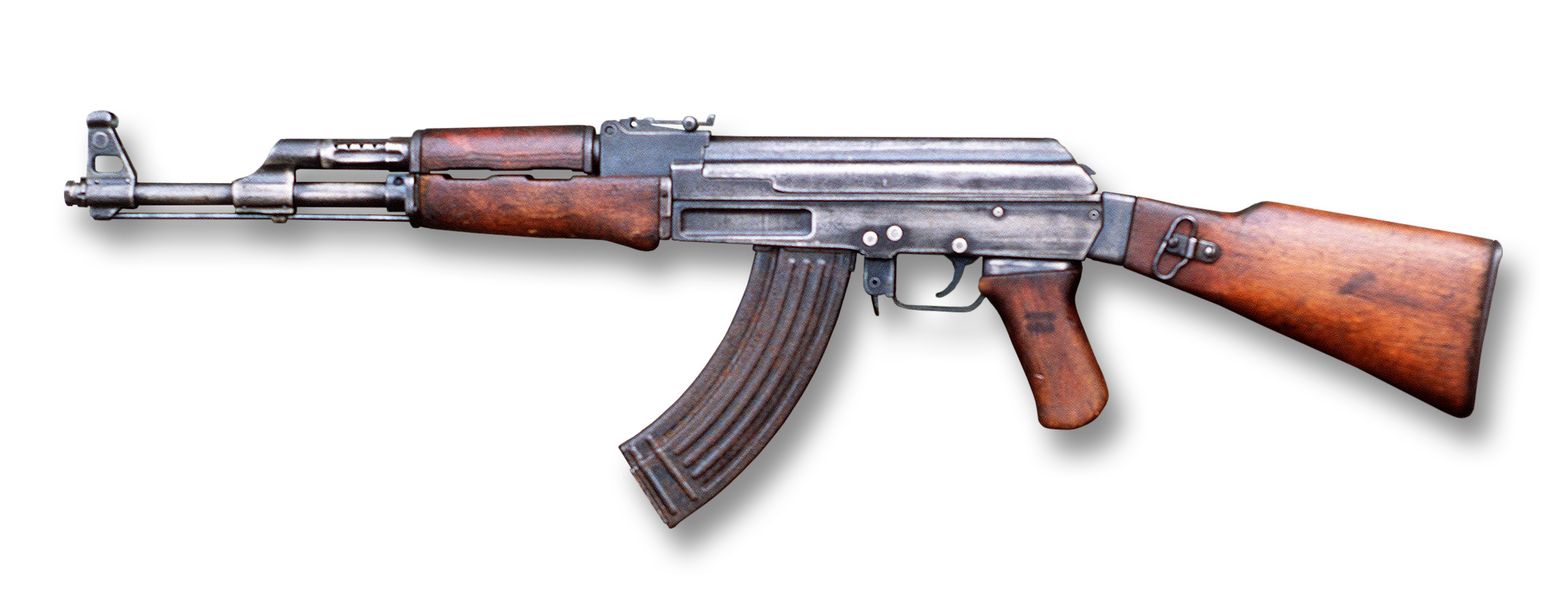
Il più famoso fucile d'assalto al mondo, l’AK 47

Un fucile d'assalto è un fucile automatico a fuoco selettivo, che camera munizioni di potenza intermedia.

## Storia

### Origini
La genesi del fucile d'assalto è lunga e complessa, mescolandosi con quella della nascita delle armi semi-automatiche per la fanteria. All'inizio del Novecento si iniziò a pensare a una nuova generazione di armi da fuoco individuali, destinate a sostituire i fucili ad azione manuale e munizioni infumi entrati in produzione negli anni ottanta del XIX secolo. In particolare alcuni generali-progettisti (come l'Italiano Rigotti) pensavano che fosse indispensabile dotare le fanterie di un fucile semiautomatico, dotato di capacità selettiva (il prototipo Cei-Rigotti, presentato nel 1900 e modificato varie volte fino al 1911, non funzionò mai adeguatamente), mentre altri si occupavano di costruire delle mitragliatrici che potessero essere impiegate come un fucile (in particolare si pensi a Louis Chauchat, che definì la sua creazione, non "mitragliatrice leggera", bensì "fucile mitragliatore").
Durante questo processo fu notato che le normali cartucce in uso in Europa erano troppo potenti e che le armi automatiche che riuscivano a impiegarle erano molto pesanti; in particolare lo erano i calibri "standard" come l'8 × 50 mm R Mannlicher austro-ungarico, il 7,62 × 54 mm R russo, il 7,92 × 57 mm Mauser tedesco, il 7,5 × 54 mm MAS francese e il 7,7 × 56 mm R britannico. Meglio andavano le cose per le meno potenti tra le munizioni "potenti", in particolare per il 6,5 × 52 mm Carcano Italiano; questa cartuccia, soprattutto nella versione depotenziata per le mitragliatrici leggere, era grossomodo analoga per potenza alle munizioni "intermedie", che diventeranno standard per i "veri" fucili d'assalto.
La Russia, anche sfruttando il grande quantitativo di munizioni 6,5 mm giapponesi catturate dalla cavalleria russa nel 1905 (guerra russo-giapponese), arrivò a concepire un'arma che, pur non definibile a tutti gli effetti come vero primo fucile d'assalto, ne incorporava buona parte delle caratteristiche, dal fuoco selettivo al grande caricatore amovibile (che non era presente nelle prime versioni del Cei-Rigotti); oltretutto con un principio, molto moderno, di corto rinculo a otturatore chiuso. Si trattava del Fedorov Avtomat (in russo: Автомат Фёдорова), progettato nel corso del 1915 dall'ingegnere Vladimir Grigor'evic Fyodorov ed entrato in servizio in piccole serie nell'esercito imperiale russo dal 1916: esso, prodotto in piccola serie fino al 1924, concluse onorevolmente il proprio servizio nella seconda guerra mondiale, quando venne impiegato dalle unità d'èlite in Finlandia e presso Leningrado, fino all'esaurimento delle munizioni.

### I mitra

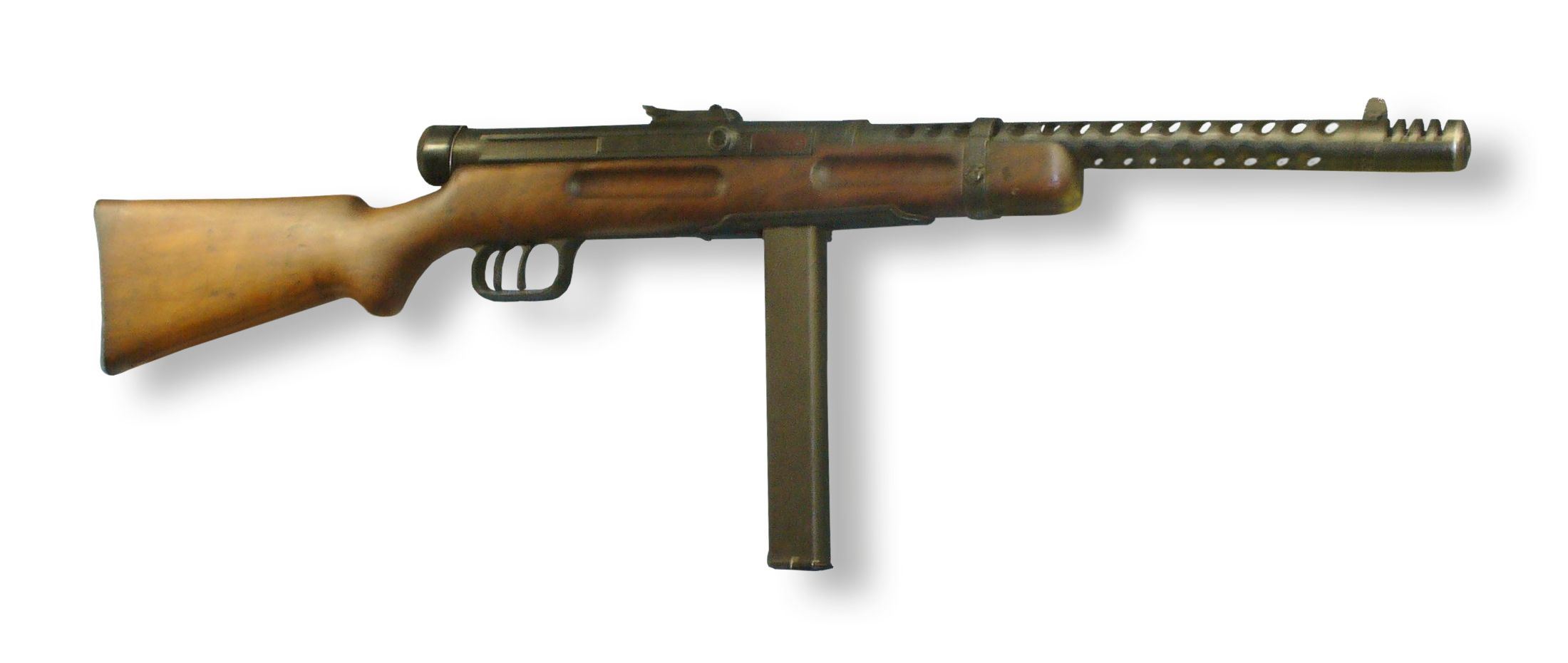
Mitra Beretta MAB 38

Contemporaneamente gli ingegneri italiani (e presto anche ungheresi, cecoslovacchi e di altre nazionalità) facevano un percorso inverso e cercavano di produrre una pistola mitragliatrice che, pur impiegando il normale munizionamento da 9 mm, avesse una gittata superiore a quella di una normale pistola mitragliatrice. Il risultato, derivato dalla mitragliatrice Villar Perosa (detta "pernacchia") furono la OVP e (con il contributo di Cei-Rigotti) il Beretta MAB 18, la prima pistola mitragliatrice (e anche una delle poche) dotata di selettore automatico. Anche se il Beretta MAB 18/30 e i suoi successori (come il Beretta MAB 38 della seconda guerra mondiale) sono definiti moschetti automatici, sono però da considerarsi delle pistole mitragliatrici particolarmente pesanti, chiamati comunemente mitra, e non degli antenati diretti del fucile d'assalto o dei fucili d'assalto primitivi. Un discorso molto simile vale anche per la pistola mitragliatrice/fucile mitragliatore Thompson Mod. 1919, armata con il potente calibro di pistola .45 ACP; in alcune versioni essa aveva fino a 250 metri di gittata utile (ma in genere si fermava a 50 m), anche se solo in automatico.
Nessuna di queste armi impiegava tutte le innovazioni necessarie tali da definirla "fucile d'assalto", ma esse fecero accumulare una serie di idee, che avrebbero poi permesso la creazione dei veri fucili d'assalto. Anche se il Fedorov Avtomat era molto simile a quello che deve essere un "vero" fucile d'assalto, esso non riuscì a imporsi; fu prodotto, a seconda delle fonti, in 3 200 o 24 000 esemplari (in buona parte perduti durante la guerra civile russa), anche perché piuttosto costoso.
Negli anni immediatamente successivi furono sperimentati dei fucili che, se giunti alla produzione, sarebbero stati definibili come "veri" fucili d'assalto. Anzitutto vi fu la Ribeyrolles Mle. 1918, una carabina automatica francese con un lungo caricatore, che impiegava una munizione sperimentale intermedia, l'8 × 35 mm, mai giunta in produzione; essa aveva una gittata di 400 metri, giudicata troppo modesta dai generali francesi, ma perfettamente in linea con ciò che deve essere un vero fucile d'assalto. Pensato come una mitragliatrice leggera fu invece il Weibel M/1932 danese, che sarebbe entrato in servizio nel 1940 (ma l'occupazione tedesca ne impedì l'adozione); anche se quest'arma era molto più simile a una mitragliatrice leggera, aveva capacità di selezione del tiro e un calibro intermedio, il 7 × 44 mm, dalla potenza paragonabile (e dalla balistica simile) al 7,92 × 33 mm Kurz tedesco di pochi anni dopo. Destino simile toccò alla modernissima ed ergonomicamente ben disegnata Pyrkal EPK, una "pistola mitragliatrice" greca, armata con un 7,92 × 39 corto; ne vennero costruiti solo 15 prototipi, prima che la fabbrica venisse raggiunta dalle truppe tedesco-bulgare, ed essa è ben poco conosciuta, anche se potrebbe essere stata una delle migliori armi da fuoco della seconda guerra mondiale.
Infine va ricordata la serie di carabine (M1, M2, M3) utilizzate massicciamente dall'esercito americano (soprattutto come arma per i soldati di seconda linea o per quelli dotati di armi pesanti, ma diffusa anche tra le truppe leggere e paracadutisti come M1A1); si trattava di carabine automatiche (dotate di capacità di selezione del fuoco solo dalla M2 in poi) e di un calibro non proprio intermedio, ma sicuramente non di piena potenza, il calibro .30 Carbine.
Negli anni immediatamente precedenti la seconda guerra mondiale i tedeschi progettarono numerose armi da fuoco simili a un vero fucile d'assalto, ma tutte con munizioni non intermedie; tra esse ricordiamo lo sperimentale Maschinenkarabiner M35 e il potente FG 42 (Fallschirmjägergewehr 42), più una mitragliatrice particolarmente leggera che un fucile mitragliatore (in calibro 7,92 × 57 mm Mauser), destinato all'élite dei paracadutisti tedeschi e molto dispendioso da produrre. Nel frattempo si sperimentavano nuovi calibri, come il 7,92 × 30 e, dal 1940, il più affidabile 7,92 × 33 mm Kurz.

### I primi fucili d'assalto

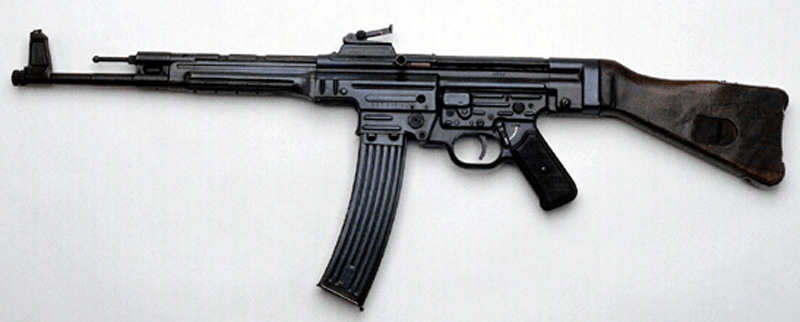
Lo SturmGewehr-44, il primo vero fucile d'assalto, sviluppato dai tedeschi durante la 2ª guerra mondiale

Durante la seconda guerra mondiale, i tedeschi dopo la Maschinenpistole (pistola automatica) MP40, avevano sviluppato una nuova arma, l'MP-44 dalle caratteristiche inusuali. Infatti essa era più simile a un fucile che non a una pistola e usava una munizione "intermedia" (meno potente dei calibri ordinari da fucile, ma più potente dei calibri da pistola dell'epoca). Testata sul campo di battaglia, essa incontrò un ampio favore tra le truppe. Adolf Hitler la rinominò "SturmGewehr-44" (dal tedesco "Sturm" = assalto e "Gewehr" = fucile), o StG-44, per differenziarla dalle pistole mitragliatrici tedesche quali l'MP40 e ne approvò la produzione di massa.
Sta di fatto, dunque, che l'StG 44 è stato il primo fucile d'assalto sviluppato e impiegato da un esercito regolare effettivamente come tale e in quantitativi notevoli; inoltre esso era un fucile d'assalto che incorporava tutte le caratteristiche dell'arma in maniera definitiva e non in via sperimentale. In particolare, era un'arma utilizzabile sia per il fuoco automatico sia per quello semiautomatico, con una munizione leggera e un peso contenuto, con una gittata inferiore a quella di un fucile "tradizionale", con dimensioni ridotte, ecc.
Da allora, i tentativi di replicare la formidabile arma crebbero in numero e varietà; tra essi, primo e più famoso, il Kalashnikov AK-47.
Infatti negli stessi anni in cui i tedeschi stavano sviluppando i loro fucili d'assalto con la cartuccia intermedia, anche i sovietici si stavano ponendo il medesimo problema. Il loro fucile di fanteria era l'ottimo Mosin Nagant, in calibro 7,65x54; ma i tentativi di produrre carabine e moschetti automatici impiegando la medesima munizione, fatti durante gli anni '30 e '40, produssero una serie di armi poco efficaci, sia perché il rinculo era eccessivo, sia perché la meccanica era imperfetta (specie considerando che il Mosin Nagant era una delle armi a otturatore girevole più affidabile mai prodotta, e quindi lo standard di riferimento sovietico sull'affidabilità era particolarmente elevato). Si trattava della AVS-36, dotato di caricatori anche di grande capacità e tiro selettivo (ma incontrollabile nel tiro automatico), e del STV 38 e soprattutto SVT-40, molto migliori ma difficili da produrre ed esigenti in termini di pulizia e manutenzione. I sovietici però non furono soddisfatti nemmeno da questo fucile (che comunque fu prodotto in gran numero, e risultò superiore alla maggior parte dei fucili automatici della seconda guerra mondiale), soprattutto perché era un'arma di grosse dimensioni e pesante, questo fece comprendere che una cartuccia meno potente avrebbe permesso di costruire una carabina a elevate prestazioni come arma semiautomatica (ed eventualmente automatica). Inoltre volevano una mitragliatrice veramente controllabile nel tiro automatico, e veramente portatile dalle squadre d'assalto (la stessa richiesta che stava alla base del Weibel M1932 danese). Nacquero così, nell'ultimo anno della seconda guerra mondiale, la carabina Simonov SKS, e la mitragliatrice leggera di squadra RDP, che adottavano un calibro intermedio solo marginalmente ispirato al coevo calibro tedesco (il 7,62 × 39 mm).

### Nel dopoguerra
Sul fronte orientale, la carabina Simonov SKS non era ancora un vero fucile d'assalto, ma negli anni '50, soprattutto nelle versioni prodotte su licenza in Cina, si implementarono buona parte delle caratteristiche dei fucili d'assalto su questo progetto (fuoco selettivo, fuoco automatico, grande caricatore amovibile). Un geniere dell'esercito sovietico, di nome Kalashnikov, ancora in ospedale per le ferite ricevute in combattimento, trovò che la munizione del SKS sarebbe stata sfruttata meglio in una nuova arma, e inventò il fucile d'assalto più conosciuto e prodotto al mondo: l'AK-47. Nelle prime versioni, questo fucile era ancora difficile da produrre in grande serie e piuttosto costoso, anche perché i russi non avevano ancora esperienza con la produzione tramite tecnica del metallo stampato. Aveva però un grande margine di miglioramento e una capacità di assorbire numerosissime modifiche costruttive, che lo hanno reso un'arma estremamente versatile. Negli anni '70, l'Unione Sovietica (e di riflesso altri Paesi aderenti al Patto di Varsavia), pur senza abbandonare il calibro 7,62x39mm, decise di adottare il più governabile 5,45x39mm, simile in prestazioni e gittata al 5,56x45mm NATO, e sviluppato per la nuova serie di fucili Kalashnikov AK-74.
Mentre gli eserciti NATO inizialmente adottarono fucili a fuoco selettivo definiti fucili da battaglia, come l'H&K G3, l'M14, l'FN FAL o il FAL Beretta BM 59, per certi versi simili ai fucili d'assalto ma camerati per la cartuccia a piena potenza 7,62 × 51 mm NATO. Questa cartuccia deriva comunque da accorciamento del bossolo dalla più potente .30-06 Springfield, cartuccia d'ordinanza americana fino alla seconda guerra mondiale, in seguito considerata sia troppo potente per il tiro a raffica nei nuovi fucili da battaglia che problematica sulle le mitragliatrici data la lunghezza del bossolo troppo elevata (63mm).

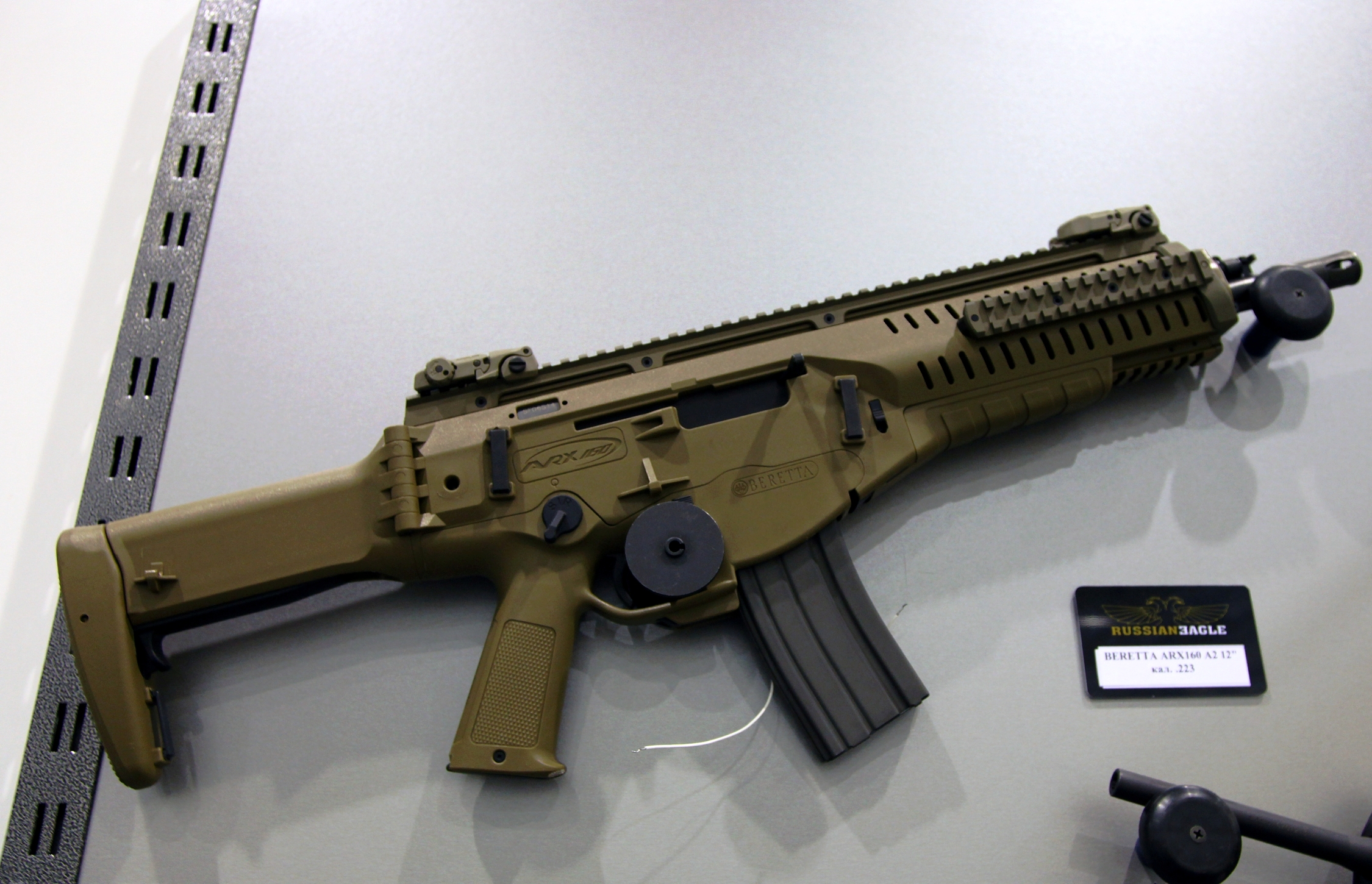
ARX 160 A2 con canna da 12 pollici

Qualche decennio dopo, anche la NATO sentiva l'esigenza di munizioni di medio calibro, adottando il 5,56x45mm e armi che risultavano più controllabili nel fuoco automatico.
Da allora il fucile d'assalto è diventata l'arma di elezione delle varie forze armate.
Esempi di fucili d'assalto più recenti sono l'M16 statunitense e la sua versione "carabina" l'M4, l'SA80 (conosciuto anche come L85), l'israeliano Tavor e l'italiano Beretta ARX 160.

## Caratteristiche
I fucili d'assalto offrono molti vantaggi rispetto a un tradizionale fucile, tra cui la possibilità di sparare efficacemente mentre si è in movimento, il non dover più provvedere al riarmo dell'arma dopo ogni colpo, e alcune tattiche, tra cui il fuoco di saturazione.
Ci sono alcune caratteristiche comuni nei fucili d'assalto:
- capacità di fuoco selettivo: l'arma può sparare sia a colpo singolo sia in modalità automatica;
- l'essere dotato di un caricatore amovibile ad alta capacità;
- l'utilizzo della cosiddetta munizione intermedia;
- possiede una gittata utile di tiro di almeno 300 metri.

### Le fasi del fuoco
I convenzionali fucili d'assalto hanno normalmente 8 passaggi nel ciclo di sparo:
1. Caricamento: il gruppo otturatore estrae il primo colpo dal caricatore e lo inserisce nella camera di scoppio.
2. Blocco: l'otturatore viene vincolato all'estensione della canna o al castello.
3. Fuoco: la pressione del grilletto incendia la polvere e fa partire il colpo.
4. Sblocco: la parte meccanica viene svincolata dalla canna tramite i gas di recupero.
5. Estrazione: il bossolo viene estratto dalla camera di scoppio.
6. Espulsione: il bossolo viene espulso dal corpo del fucile.
7. Reset del meccanismo di sparo: l'arretramento del meccanismo dell'otturatore fa arretrare il meccanismo di fuoco.
8. Rinculo: le parti meccaniche colpiscono il fondo dell'arma e si fermano.

La molla di rinculo è compressa al massimo e comincia a distendersi reinserendo i meccanismi in sede e dando il via nuovamente alla sequenza.

### Il munizionamento
Le diverse tipologie di munizione nei fucili d'assalto sono quanto mai numerose.
La genesi di queste munizioni intermedie possono essere grossolanamente ricondotte a due grandi famiglie: quelle derivate per accorciamento delle munizioni "full-power" dei fucili d'ordinanza (come il 7,92 Kurz) o creandone di totalmente nuove (come il 5,56x45mm NATO o il 5,45x39mm russo). Rispetto alle munizioni da fucile classiche, quelle intermedie hanno il vantaggio di rendere l'arma controllabile nella modalità di fuoco a raffica e permettono di portare molte più munizioni in combattimento a parità di peso.
Ci sono vari tipi di munizioni, come ad esempio le semplici Full Metal Jacket (FMJ), quelle a Punta cava JHP (vietate dalla convenzione dell'Aja), quelle traccianti, quelle perforanti e altre ancora.
Le munizioni FMJ hanno un nucleo di piombo incamiciato in un metallo più duro (ottone o leghe di rame con altri metalli più duri) che garantisce la resistenza della palla. Sono obbligatorie come standard minimo in ambito militare, per garantire ferite "pulite" ed evitare la deformazione del proiettile nell'impatto contro bersagli umani.
Le munizioni a punta cava, sfruttando il principio dello shock idrodinamico si espandono o frammentano più facilmente all'impatto causando danni maggiori a un corpo umano ma con minore effetto su eventuali protezioni come giubbotti antiproiettile.
I proiettili traccianti hanno la base concava e riempita di una miscela luminosa a base di fosforo, che si incendia ed è visibile già dopo circa 40-50 metri. Queste ultime sono utili negli scontri notturni o in ambiente urbano per permettere al tiratore di individuare la precisa traiettoria dei proiettili sparati con tiro istintivo. Un altro uso prevede d'inserire uno di questi colpi al terzultimo posto del caricatore, in questo modo alla partenza del proiettile tracciante la persona che utilizza l'arma sa che il caricatore è quasi terminato, e che è presto necessaria la sostituzione di questo.

## Tipologie
I fucili d'assalto oltre a differenze nel calibro offrono fondamentali differenze nel design, a seconda delle richieste specifiche del committente. Un esempio sono i fucili d'assalto cosiddetti "compatti", ottimi nel combattimento urbano, a causa del ridotto ingombro e della facilità di trasporto. Un'altra variante sono i moderni fucili dalla configurazione "bullpup", con il caricatore spostato indietro rispetto al grilletto, ottenendo un fucile più corto a parità di lunghezza di canna ma, d'altra parte, l'impossibilità di cambiare spalla e impugnatura per il tiratore, cosa essenziale se si vuole sparare da un riparo che può trovarsi dalla parte opposta di come si impugna abitualmente l'arma. Per esempio, un soldato mancino che utilizzi uno Steyr AUG (che presenta la finestra di espulsione sulla sinistra) potrà sparare riparato se il riparo si trova alla sua destra, mentre esporrà completamente il corpo se il riparo disponibile si trova a sinistra. Questo difetto che compromette anche la possibilità di utilizzo da parte di soldati con diversa mano dominante se non con difficoltose modifiche, è stato risolto da alcuni fucili di ultima generazione come l'FN F2000 che fa uscire il bossolo dalla sommità della canna.
Alcuni eserciti, come quelli di Austria, Irlanda, Australia e Gran Bretagna hanno dovuto variare le tattiche di fuoco e copertura per ovviare parzialmente a questo problema, posto dalle armi cosiddette bullpup.